# Alexander Wilhelm Prale
Alexander Wilhelm Prale (* 14. August 1850 in Dorpat, Russisches Kaiserreich; † 23. Juli 1910 in Flensburg) war ein Architekt, der hauptsächlich in Flensburg wirkte.

## Leben und Schaffen

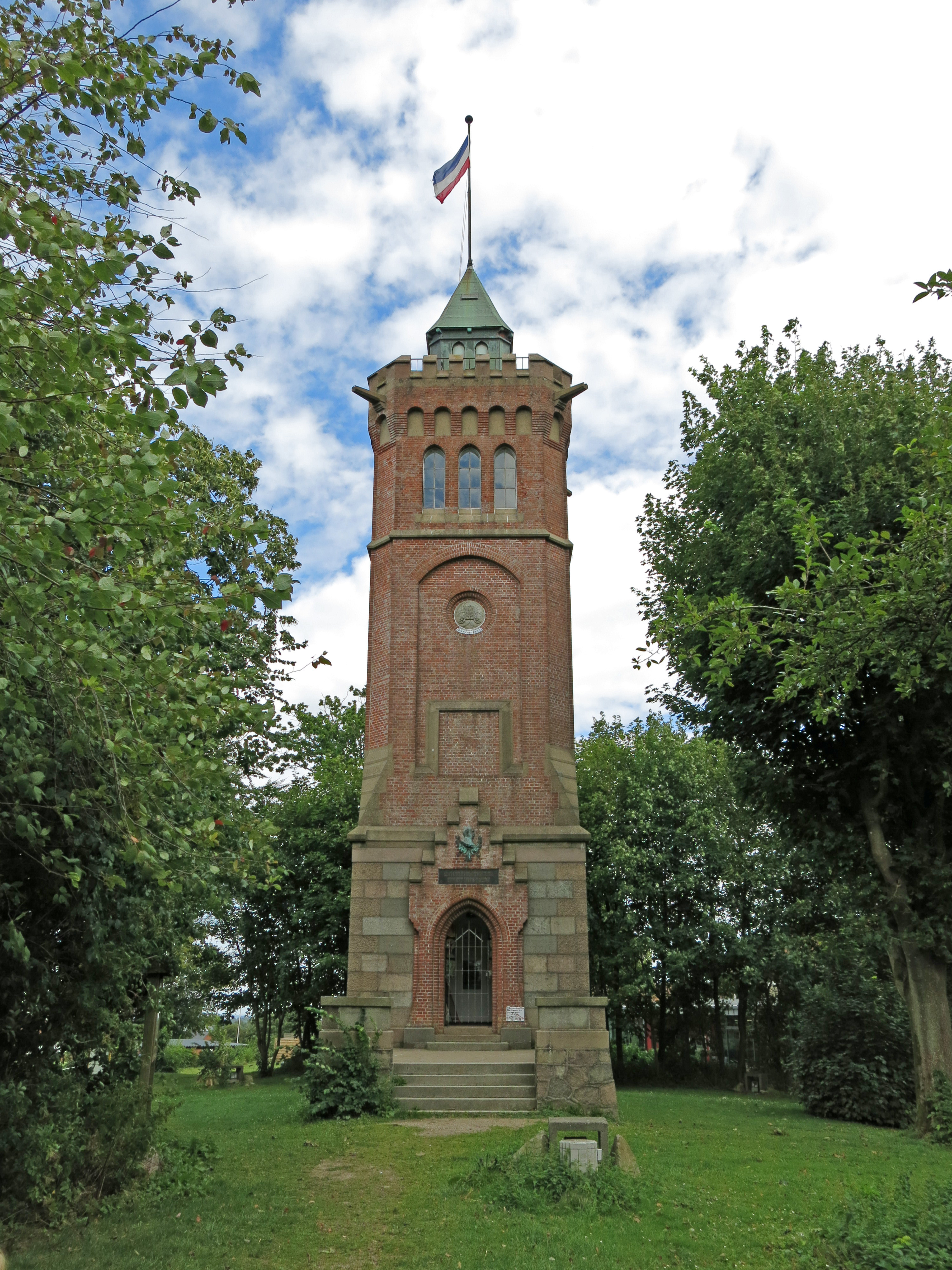
Der Bismarckturm auf dem Scheersberg

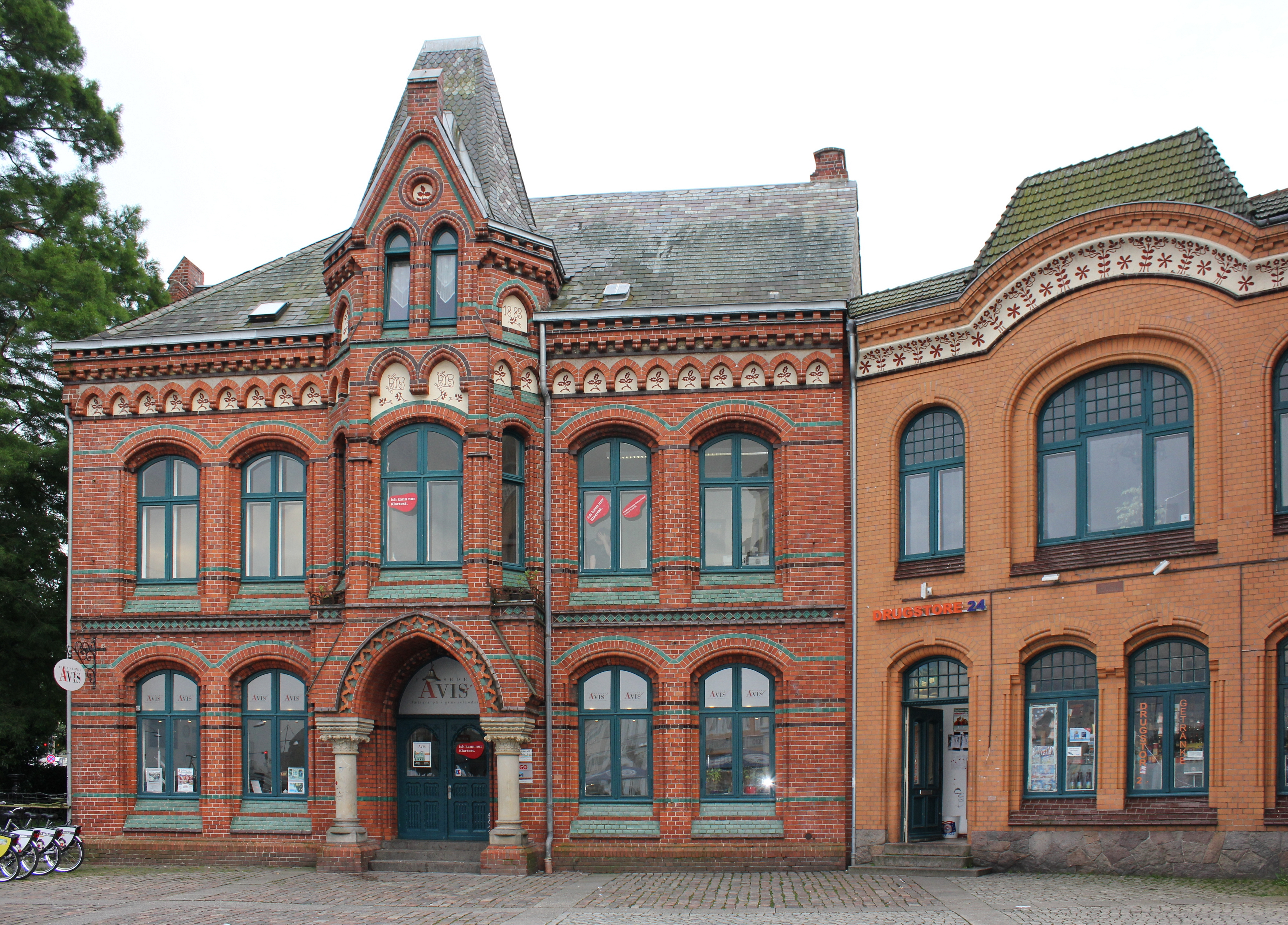
Das Gebäude Schiffbrückstraße 8, in dem sich heute die Flensborg Avis befindet und das in der Serie Da kommt Kalle als Polizeiwache diente.

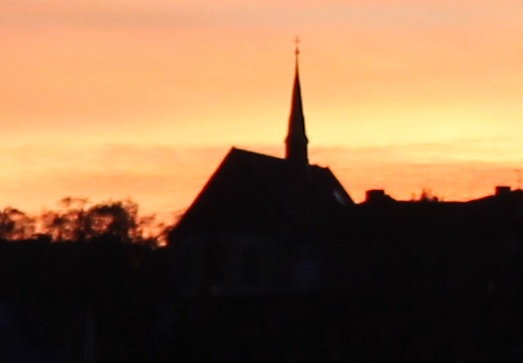
Die Diako-Kirche ist eines der Kirchenbauten die Prale plante. Sie ist Teil der natürlichen Skyline die vom Ostufer des Flensburger Hafens betrachtbar ist.

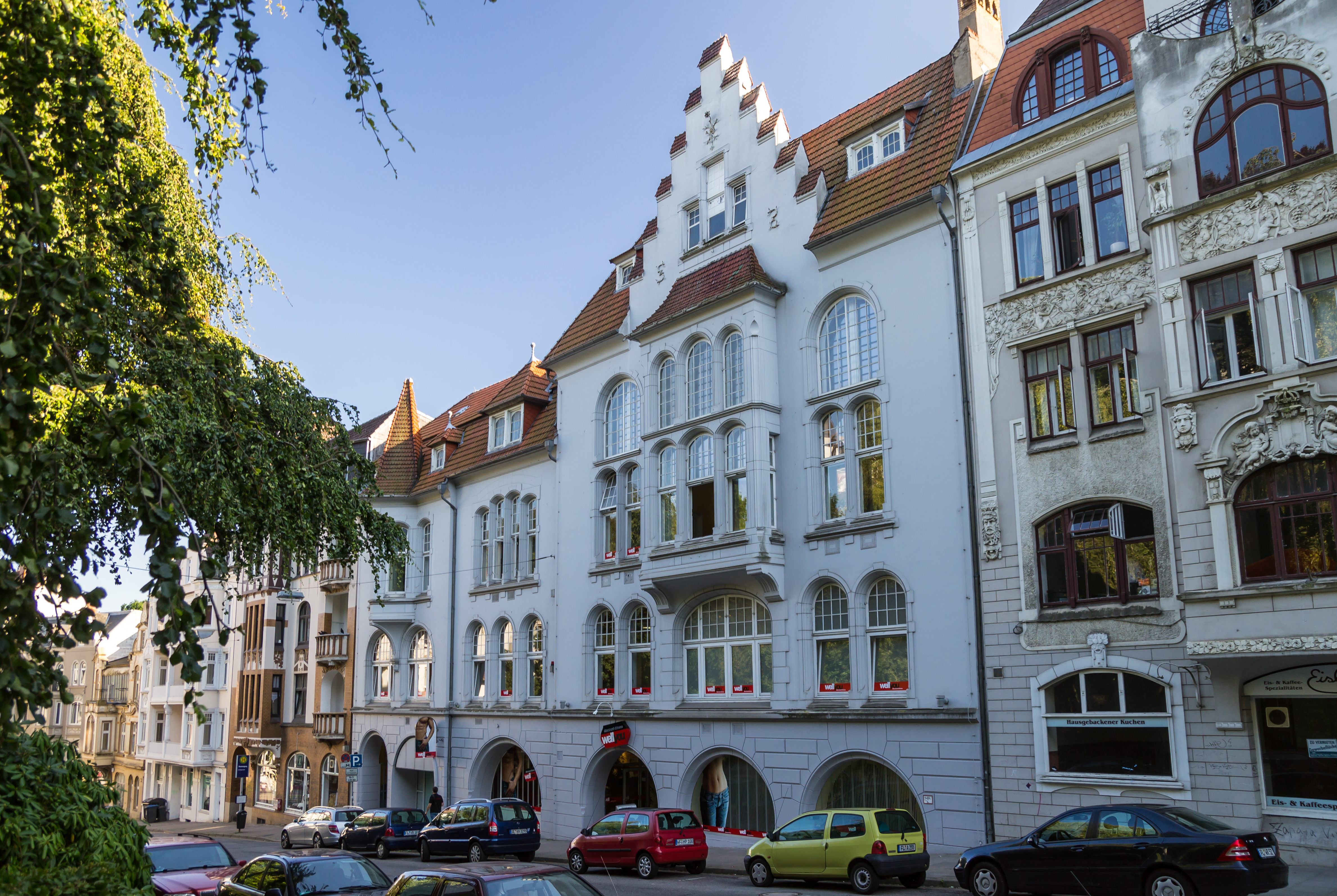
Neue Harmonie, Toosbüystraße 21

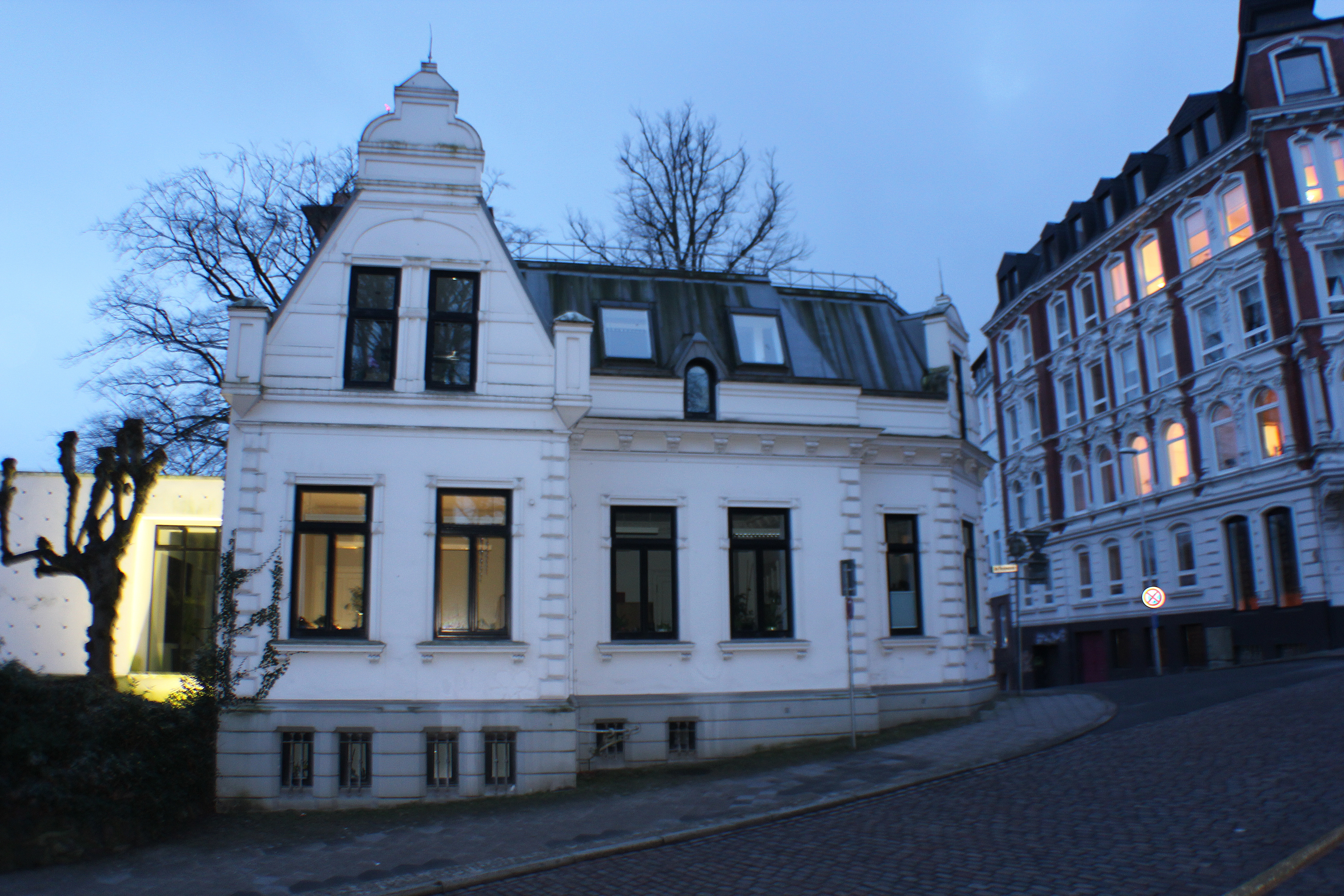
Villa Besenbruch

Prale absolvierte zunächst eine Zimmermannslehre und besuchte die Bauschule in Hamburg. 1870 bis 1873 studierte er an der Polytechnischen Schule in Hannover, den Vorläufer der Gottfried Wilhelm Leibniz Universität Hannover. Dort war er ein Schüler von Conrad Wilhelm Hase. Prale widmete sich fortan hauptsächlich dem Stil der Neugotik der Hannoverschen Schule. 1874 bis 1878 war er Mitarbeiter im Architekturbüro von Gotthilf Ludwig Möckel in Dresden. Prale übernahm in diesem vierjährigen Zeitraum die Bauleitung für die Errichtung der Johanneskirche nach neugotischen Plänen von Möckel. Die Kirche, das erste Werk an dem Prale offenbar beteiligt war, wurde während der Luftangriffe auf Dresden im Zweiten Weltkrieg stark beschädigt und in den 1950er Jahren vollständig abgerissen.
1878 bis 1880 wurde Prale ein Mitarbeiter im Architekturbüro von Johannes Otzen in Berlin. Otzen war ebenfalls ein Hase-Schüler und plante verschiedene Häuser in Flensburg, beispielsweise das Kaufmannshaus Hansen in den Jahren 1868/69. Otzen erhielt 1877 den Auftrag den durch einen Blitz zerstörten Kirchturm von St. Nikolai, Flensburg im neugotischen Stil wiederherzustellen und ein Jahr später zusätzlich den Auftrag zur Umgestaltung des Kirchturmes von St. Marien in Flensburg im neugotischen Stil. Da Otzen anderweitig beschäftigt war, fungierte Prale bei diesen beiden Projekten für ihn vor Ort als Bauleiter.
1880 gründete Prale ein eigenes Architekturbüro in Flensburg. Prale wurde ein Kirchenbauarchitekt und Planer großbürgerlicher Villen. Er entwarf vorwiegend Gebäude für den Flensburger Raum. 1883/84 entstand in Flensburg nach seinen Plänen die Burg Schöneck, eine Villa in Burgform, die er in den Jahren danach noch erweitern und umbauen durfte. 1886 errichtete er die Villa Besenbruch, die heute als Flensburger Standesamt dient. 1893/94 setzte Prale abermals Renovierungspläne von Otzen für die Nikolaikirche um. 1897 war Prale zudem für den Umbau des ehemaligen Hotels Rasch, in der Großen Straße 56 in Flensburg zuständig. Raschs Hotel war über viele Jahre das erfolgreichste Hotel der Stadt, wurde dann aber letztlich durch Prale zu einem Geschäftshaus mit Schaufenstern für den Handel umgestaltet. Ein ganzes Prale-Gebäudeensemble zum Wohnen und für Geschäftsfläche entstand 1899 bis 1901 unterhalb des Nordermarktes auf der Südseite der Schiffbrückstraße. 1903 wurde der Bismarckturm auf dem Scheersberg bei Quern nach seinen Plänen vollendet. Prale hatte 1899 Entwürfe für die in Flensburg geplante St. Jürgen-Kirche vorgelegt. Seine Pläne wurden jedoch nicht realisiert. 1904 bis 1907 übernahm Prale aber dennoch für den Architekten Oskar Hossfeld die örtliche Bauleitung zur Errichtung der St. Jürgen-Kirche, Flensburg. 1905 wurde am Platz an der oberen Marienstraße („Kuhgangsplatz“), das dreigeschossige Wohn- und Geschäftshaus Marienstraße 61 von Karl Bernt errichtet. Für besagtes Gebäude griff dieser auf Pläne von Prale zurück, die er aber durch neue Stilelemente modernisierte und damit weitgehend veränderte. Bernts neu gestaltete Fassade besteht aus einer Mischung von Jugendstil und Landhausstilelementen. Nur die räumliche Aufteilung des Gebäudes übernahm Bernt noch von Prale. Prales Entwurfspläne von 1907 für den Bau der St.-Petri-Kirche wurden ebenfalls nicht umgesetzt. Verwirklicht wurde stattdessen der Entwurf des Architekten Peter Jürgensen aus Berlin.

## Werke
- 1880: Marcus Knuthsches Stiftungshaus im Nordergraben 3, Flensburg; ursprünglich Kleinkinderschule, dann Kindergarten, seit 2013 Leerstand[11][12][13]
- 1880: Geschäftshaus J. A. Olsen am Südermarkt Nr. 5, Flensburg; das Gebäude blieb nicht erhalten.[1]
- 1880/81: Wohn- und Geschäftshaus Schiffbrücke 21, Flensburg; der Backsteinbau wurde von Prale ähnlich wie Schiffbrücke 24 gestaltet[14]
- 1880–1883: Diakonissenkrankenhaus Flensburg mit Diako-Kirche in der Knuthstraße 1, Flensburg[4][15]
- 1882: Wohn- und Geschäftshaus Schiffbrücke 24, Flensburg; der Backsteinbau wurde von Prale ähnlich wie Schiffbrücke 21 gestaltet[16]
- 1882: Kurhotel Bruhn in Gravenstein für den Reeder Friedrich Mommse Bruhn aus Flensburg (Gründer der Flensburger Fördeschifffahrt)[4][1]
- 1883/84: Burg Schöneck in Flensburg
- 1883/84: Evangelisch-lutherische Kirche Handewitt; Kirchenneubau im neugotischen Stil unter Einbeziehung des alten Kirchturmes mit dem Flensburger Architekten Nielsen zusammen.[17][1]
- 1884: Wohnhaus für den russischen Konsul Friedrich Erasmi Christiansen, ein zweigeschossiges verputztes Wohnhaus in der Bau'er Landstraße 1, Flensburg[18]
- 1884: Zweigeschossiger Fachwerkbau Galerie im Kaufmannshof Holm 66, Flensburg[19]
- 1884–1885: Herrenhaus Christiansen in Ultang bei Hadersleben[1]
- 1885: Villa Sylvana, Grüner Weg 2, Flensburg; errichtet für den Forstdirektor Carl Emeis als Wohn- und Bürohaus[20]
- 1885: Doppelwohnhaus Hafendamm 53/54, Flensburg; ein dreigeschossiger Gelbsteinbau, im älteren Teil Nr. 53 befand sich ursprünglich eine Bäckerei und Konditorei[21]
- 1885: Wohnhaus Wrangelstraße 4, Flensburg; 1919 umgebaut zu einer Privatklinik, von 1925 bis 1937 eine Frauenklinik, im letzten Kriegsjahr Flüchtlingsunterkunft danach bis 1969 Mehrfamilienhaus. Leerstand, Zerfall und dem Ruf als „Geisterhaus“ folgte 2015 die Renovierung und erneute Nutzung als Wohnhaus.[22][23][24]
- 1886: Villa Besenbruch in Flensburg
- 1886: Wohn- und Geschäftshaus Norderstraße 17, Flensburg; in der Norderstraße 15 befand sich schon zuvor ein älteres Giebelhaus, dieses wurde gleichzeitig mit dem Neubau Norderstraße 17 aufgestockt. 1901 erhielten beide Gebäude durch C. Sander eine einheitliche Putzfassade, womit beide Gebäude optisch verbunden wurden.[25]
- 1887: Erweiterung der Gastwirtschaft Schwarzer Walfisch durch einen hinzugefügten, dreigeschossigen Hinterflügel
- 1887–1888: Stadtvilla Apenrader Straße 13, Flensburg; die Villa bestand ursprünglich aus zwei Wohnungen[26]
- 1890 Wohn- und Geschäftshaus Große Straße 36 beziehungsweise Speicherlinie 22a;[27] an dem Gebäude befindet sich ein Flensburgwappenvariation als Werbung für eine Spirituose. Über viele Jahre befand sich in dem Gebäude die Kronen-Apotheke.
- 1890: Direktorenvilla der Walzenmühle Flensburg, ein Wohn- und Verwaltungsgebäude[28]
- 1891: Wohn- und Geschäftshaus Holm 42, Flensburg; Es wird angenommen, dass Prale der Architekt war. 1996/97 wurde die Fassade im Erdgeschoss optisch verändert.[29]
- 1896: Beamtenwohnhaus der Flensburger Aktienbrauerei-Gesellschaft im Brauereiweig 27, Flensburg; heute gewöhnliches Wohnhaus[30]
- 1899: Villa Stuhrsallee 29 in Flensburg[31][1]
- 1899: Villa Todsen in der Stuhrsallee 31, Flensburg; ehemalige Villa des Flensburger Oberbürgermeisters Hermann Bendix Todsen[32]
- 1899/1900: Kompastorat der Nikolaikirche, Südermarkt 16, Flensburg[33]
- 1899–1901: Prale-Gebäudeensemble, Schiffrückstraße 2 bis 8 in Flensburg[4][34]
- 1900: Villa Wrangelstraße 15, Flensburg[35]
- 1901/1902: Neue Harmonie, ehemals ein Gesellschaftshaus mit Restaurant in der Toosbüystraße 21, Flensburg[36][37]
- 1902/03: Villa Stuhrsallee 33, Flensburg[38]
- 1903: Bismarckturm auf dem Scheersberg bei Quern[1]
- 1903/04: Pastorat St. Johannis, Johanniskirchhof 19–19a, Flensburg[4][39]
- 1905: Villa Roonstraße 3, Flensburg[1][40]